# Рачице (район Ждяр-над-Сазавоу)
Рачице (чеш. Račice, бывш. нем. Ratschitz) — муниципалитет в центре Чешской Республики, в крае Высочина. Входит в состав района Ждяр-над-Сазавоу.
Один из самых малонаселённых муниципалитетов Чехии.

## География
Расположен на расстоянии 10 км по автодорогам к юго-востоку от города Нове-Место-на-Мораве, в 20 км по автодорогам к юго-востоку от Ждяра-над-Сазавоу и в 49,5 км по автодорогам к северо-востоку от центра края — города Йиглава.
Граничит с муниципалитетами Боброва (с юго-запада), Длоуге (с севера) и Зволе (с востока).
Связан автобусным сообщением с городом Нове-Место-на-Мораве.

## История
Впервые упоминается в 1462 году; основан, вероятно, в первой половине XV века ждярскими цистерцианцами, после упразднения Ждярского монастыря в 1784 году его имущество было передано религиозному фонду. Затем Рачице стал частью поместья Радешин, которое было куплено в 1826 году Франтишеком Шнайдером.
В 1850–67 годах был частью муниципалитета Горни-Боброва, с 1976 года — часть муниципалитета Длоуге, затем с 1980 по 1990 год — муниципалитета Боброва, в остальное время — самостоятельный муниципалитет.

### Изменение административного подчинения
- 1850 год — Австрийская империя, Моравия, край Брно, политический и судебный район Нове-Место;
- 1855 год — Австрийская империя, Моравия, край Йиглава, судебный район Хотеборж;
- 1868 год — Австро-Венгрия, Цислейтания, Моравия, край Йиглава, политический и судебный район Нове-Место[7];
- 1920 год — Чехословацкая Республика, Брновская жупания[чеш.], политический и судебный район Нове-Место-на-Мораве;
- 1928 год — Чехословацкая Республика, Чешские земли, политический и судебный район Нове-Место-на-Мораве;
- 1939 год — Протекторат Богемии и Моравии, Моравия, округ Иглау, политический и судебный район Нойштадт[8];
- 1945 год — Чехословацкая Республика, Чешские земли, административный и судебный район Нове-Место-на-Мораве[9];
- 1949 год — Чехословацкая республика, Йиглавский край, район Ждяр[10];
- 1960 год — ЧССР, Южноморавский край, район Ждяр-над-Сазавоу;
- 2003 год — Чехия, край Высочина, район Ждяр-над-Сазавоу, ОРП Нове-Место-на-Мораве.

## Политика
На муниципальных выборах 2022 года выбрано 5 депутатов муниципального совета из 6 кандидатов списка «Объединение независимых для Рачице».

## Население и статистика
| Год  | Численность | Численность |
| ---- | ----------- | ----------- |
| 1869 | 143         | [ 12 ]      |
| 1880 | 156         | [ 12 ]      |
| 1890 | 147         | [ 12 ]      |
| 1900 | 156         | [ 12 ]      |
| 1910 | 160         | [ 12 ]      |
| 1921 | 148         | [ 12 ]      |
| 1930 | 128         | [ 12 ]      |
| 1950 | 107         | [ 12 ]      |
| 1961 | 92          | [ 12 ]      |
| 1970 | 76          | [ 12 ]      |
| 1980 | 61          | [ 12 ]      |
| 1991 | 53          | [ 12 ]      |
| 2001 | 53          | [ 12 ]      |
| 2011 | 54          | [ 12 ]      |
| 2014 | 41          | [ 13 ]      |
| 2016 | 47          | [ 14 ]      |
| 2017 | 47          | [ 15 ]      |
| 2018 | 43          | [ 16 ]      |
| 2019 | 41          | [ 17 ]      |
| 2020 | 45          | [ 18 ]      |
| 2021 | 45          | [ 19 ]      |
| 2022 | 42          | [ 20 ]      |
| 2023 | 45          | [ 21 ]      |
| 2024 | 46          | [ 22 ]      |
| 2025 | 48          | [ 4 ]       |

По переписи 2011 года в деревне проживало 54 человека (из них 31 чех, 8 моравов и 13 не указавших национальность, в 2001 году — 86,8 % чехов и 11,3 % моравов), из них 24 мужчины и 30 женщин (средний возраст — 42,6 года).
Из 48 человек старше 14 лет 9 имели базовое (в том числе неоконченное) образование, 33 — среднее, включая учеников (из них 13 — с аттестатом зрелости), 4 — высшее (3 магистра).
Из 54 человек 16 были экономически активны (в том числе 2 работающих пенсионера), 38 — неактивны (20 неработающих пенсионеров, 3 рантье, 4 иждивенца и 11 учащихся).
Из 16 работающих 8 работали в промышленности, 3 — в строительстве, 2 — в сельском хозяйстве, по 1 — в торговле и авторемонте, на госслужбе и в здравоохранении.
По переписи 2021 года население деревни по обычному месту жительства составляло 51 человек, из них 26 мужчин и 25 женщин, 11 детей до 14 лет и 14 людей старше 65 лет (средний возраст — 42,9 года).
| Мужчин | Возраст | Женщин |
| ------ | ------- | ------ |
| 0      | 100+    | 0      |
| 0      | 95–99   | 0      |
| 0      | 90–94   | 0      |
| 0      | 85–89   | 2      |
| 1      | 80–84   | 0      |
| 2      | 75–79   | 0      |
| 2      | 70–74   | 3      |
| 2      | 65–69   | 2      |
| 1      | 60–64   | 0      |
| 2      | 55–59   | 2      |
| 1      | 50–54   | 0      |
| 2      | 45–49   | 3      |
| 1      | 40–44   | 0      |
| 1      | 35–39   | 2      |
| 2      | 30–34   | 1      |
| 3      | 25–29   | 4      |
| 0      | 20–24   | 1      |
| 0      | 15–19   | 0      |
| 1      | 10–14   | 3      |
| 4      | 5–9     | 0      |
| 1      | 0–4     | 2      |

По составу семьи в деревне было 23 холостых, 23 семейных, 1 разведённый и 4 вдовых.
Из 40 человек старше 14 лет 2 имели базовое (в том числе неоконченное) образование, 31 — среднее, включая учеников (из них 11 — с аттестатом зрелости), 6 — высшее.
По национальности в деревне было 24 чеха, 7 моравов, один указавший обе эти национальности и 21 не указавший национальность, по языку — 45 с чешским родным языком и 6 не указавших язык, по вероисповеданию — 9 римских католиков, 1 евангелист и 4 относящихся к другим церквям, 5 верующих без религии, 1 неверующий и 31 не указавший вероисповедание.
Из 25 домов деревни 9 были построены или реконструированы до Первой мировой войны, 3 — до Второй мировой войны, 3 — до 1970 года, 1 — с 1971 по 1980 годы, 2 — в 1981—90 годах, 1 — в 1991—2000 годах и 1 — в 2011—15 годах.
В них была расположена 31 квартира, из которых 20 обитаемых и 11 необитаемых.
Из 20 обитаемых квартир было 6 двухкомнатных, 4 трехкомнатных, 4 четырехкомнатных и 4 с пятью или более комнатами без кухни (средняя комнатность — 3,3).
18 из них обладали водопроводом, 10 — сетевым газом.